# Campbell, Northern Cape
Campbell este un oraș din provincia Noord-Kaap, Africa de Sud.